# Colletotrichum lilii
Colletotrichum lilii ist eine pathogene Schlauchpilz-Art, die Arten der Gattung der Lilien (Lilium) befällt und deren Zwiebeln besiedelt. Bei den Pflanzen verursacht die Art Läsionen auf den Zwiebelschuppen, die letztendlich eintrocknen. Colletotrichum lilii gehört zu den Fungi imperfecti, das bedeutet, dass keine Form der sexuellen Fortpflanzung bekannt ist.

## Merkmale
Die vegetativen Hyphen von Colletotrichum lilii haben einen Durchmesser von 1,5–5 µm. Sie sind hyalin oder blass braun mit einer glatten Wand. Die Hyphen sind septiert und verzweigt. Der Fruchtkörper ist ein Acervulus. Oft befinden sich mehrere Acervuli in Gruppen beieinander. Sie befinden sich unterhalb der Epidermis des Wirtsgewebes und entspringen einem dunkel braunen Stroma. Die Acervuli messen 43–122 µm (Mittelwert 67,2 µm) im Durchmesser. Sie sind mit reichlich dunkel-braunen, steifen, geraden, durchgehenden oder 1–3 septierten Setae besetzt. Die Setae sind 29,7–72,6 µm lang (Mittelwert 45,7 µm) und haben einen Durchmesser von 4–5,3 µm (Mittelwert 4,9 µm). Die haben eine scharfe oder abgerundete Spitze. Die hyalinen Konidiophore sind annähernd kegelig und messen im Mittel 10 × 4,5 µm. Die hyalinen bis lachsfarbenen Konidien sind sichelförmig, durchgehend und etwas angespitzt. Sie messen 13,2–23 × 3,6–4,9 µm (im Mittel 18 × 3,7 µm).

## Pathologie
Colletotrichum lilii ist ein spezialisierter Phytopathogen, der wahrscheinlich aus Japan stammt. Er befällt Arten der Lilien (Lilium) wurde aber auch schon an Sprossachsen von Taglilien (Hemerocallis) und anderen Pflanzen gefunden, wo er aber keine oder nur eine sehr schwache Pathogenität entwickelt.
Die Art infiziert die Zwiebelschuppen der Lilienzwiebeln, auf denen sich über dunkelbraun nach schwarz verfärbende Läsionen bilden. Der Pilz scheint die Epidermis und zwei bis vier Schichten der darunterliegenden Subepidermis-Zellen zu infizieren. Die Läsionen konzentrieren sich dabei auf die zugespitzte Hälfte der Zwiebelschuppen und auf die Außenseite. Im weiteren Verlauf sinken die Läsionen tiefer ein und das befallene Gewebe schrumpft und vertrocknet.
Die Symptome treten nur bei Temperaturen zwischen 22° und 26° Celsius auf. Ist es kälter als 22° kann der Pilz zwar an den Lilienzwiebeln gefunden werden, verursacht aber keine Läsionen. Aus diesem Grund ist Colletotrichum lilii kein Problem in den Niederlanden, obwohl die Art dort mehrfach eingeschleppt wurde.

## Wirte und Verbreitung
Die Art stammt wahrscheinlich ursprünglich aus Japan. Durch den Handel mit Lilienzwiebeln und der weiten Verbreitung von Lilien als Zierpflanzen ist sie inzwischen überall da verbreitet, wo auch Lilien heimisch sind, das bedeutet, auf allen Kontinenten der nördlichen Hemisphäre, vorzugsweise in temperierten Zonen. Der Pilz wurde in Nordamerika, in Europa und in Asien nachgewiesen.
Eine Studie konnte zeigen, dass Colletotrichum lilii die Arten Lilium amabile, Lilium pensylvanicum, Lilium martagon, Lilium pumilum, Lilium bulbiferum und Lilium longiflorum befällt. Auf Lilium concolor konnte die Art von nekrotischen Spitzen von Zwiebelschuppen isoliert werden, die typischen schwarzen Läsionen fehlten aber. Lilium callosum, Lilium candidum, Lilium cernuum, Lilium davidii, Lilium formosanum, Lilium henryi, Lilium japonicum, Lilium regale und Lilium speciosum hingegen werden nicht befallen. Besonders häufig ist die Art auf Lilium longiflorum auf den Bermudas und in Louisiana.

## Systematik
Colletotrichum lilii gehört zu den Fungi imperfecti, die sich von anderen Pilzen dadurch unterscheiden, dass sie sich nur asexuell fortpflanzen. Bei vielen Arten der Gattung Colletotrichum ist jedoch bekannt, dass sie einen pleomorphen Entwicklungszyklus durchlaufen, in dem sich eine asexuelle Form (Anamorphe) und eine sexuelle Form (Teleomorphe) abwechseln. Die Teleomorphen werden häufig der Gattung Glomerella zugerechnet. Es ist offen, ob Colletotrichum liliisich wirklich ausschließlich asexuell fortpflanzt oder ob die Teleomorphe bis dato nur unbekannt ist.
Die Verwandtschaftsverhältnisse der Arten in Colletotrichum wurden mit molekulargenetischen Methoden untersucht. Es wurden vier Arten entdeckt mit denen Colletotrichum lilii eng verwandt ist: Colletotrichum spaethianum, Colletotrichum liriopes, Colletotrichum verruculosum und Colletotrichum tofieldiae. Diese fünf Arten bilden eine Klade, die Spaethianum genannt wird. Es ergibt sich folgendes Kladogramm:
|  | Colletotrichum liriopes                                                             |
|  |                                                                                     |
|  | \| \| Colletotrichum spaethianum \| \| \| \| \| \| Colletotrichum lilii \| \| \| \| |
|  |                                                                                     |
|  | Colletotrichum spaethianum                                                          |
|  |                                                                                     |
|  | Colletotrichum lilii                                                                |
|  |                                                                                     |

|  | Colletotrichum spaethianum |
|  |                            |
|  | Colletotrichum lilii       |
|  |                            |

|  | Colletotrichum liriopes                                                             |
|  |                                                                                     |
|  | \| \| Colletotrichum spaethianum \| \| \| \| \| \| Colletotrichum lilii \| \| \| \| |
|  |                                                                                     |
|  | Colletotrichum spaethianum                                                          |
|  |                                                                                     |
|  | Colletotrichum lilii                                                                |
|  |                                                                                     |

|  | Colletotrichum spaethianum |
|  |                            |
|  | Colletotrichum lilii       |
|  |                            |